# Кубок Англії з футболу 1938—1939
Кубок Англії з футболу 1938—1939 — 64-й розіграш найстарішого футбольного турніру у світі, Кубка виклику Футбольної Асоціації, також відомого як Кубок Англії. Вперше титул здобув Портсмут.

## Перший раунд
| Дата                      | Господарі                   | Рахунок | Гості                    |
| ------------------------- | --------------------------- | ------- | ------------------------ |
| 26 листопада              | Честер                      | 3:1     | Бредфорд Сіті            |
| 26 листопада              | Дарлінгтон                  | 4:0     | Стейлібрідж Селтік       |
| 26 листопада              | Борнмут енд Боском Атлетік  | 2:1     | Бристоль Сіті            |
| 26 листопада              | Вотфорд                     | 4:1     | Нортгемптон Таун         |
| 26 листопада              | Редінг                      | 3:3     | Ньюпорт Каунті           |
| 5 грудня Перегравання     | Ньюпорт Каунті              | 3:1     | Редінг                   |
| 26 листопада              | Волсолл                     | 4:1     | Карлайл Юнайтед          |
| 26 листопада              | Фолкстоун                   | 2:1     | Колчестер Юнайтед        |
| 26 листопада              | Лінкольн Сіті               | 4:1     | Барроу                   |
| 26 листопада              | Гейнсборо Триніті           | 2:1     | Ґейтсгед                 |
| 26 листопада              | Свіндон Таун                | 6:0     | Лоустофт Таун            |
| 26 листопада              | Скарборо                    | 0:0     | Саутпорт                 |
| 29 листопада Перегравання | Саутпорт                    | 5:3     | Скарборо                 |
| 26 листопада              | Донкастер Роверз            | 4:2     | Нью-Брайтон              |
| 26 листопада              | Рексем                      | 1:2     | Порт Вейл                |
| 26 листопада              | Іпсвіч Таун                 | 7:0     | Стріт                    |
| 26 листопада              | Бристоль Роверз             | 4:1     | Пітерборо Юнайтед        |
| 26 листопада              | Бромлі                      | 2:1     | Епслі                    |
| 26 листопада              | Галл Сіті                   | 4:1     | Ротергем Юнайтед         |
| 26 листопада              | Клептон Орієнт              | 3:1     | Геєс                     |
| 26 листопада              | Олдем Атлетік               | 2:2     | Кру Александра           |
| 30 листопада Перегравання | Кру Александра              | 1:0     | Олдем Атлетік            |
| 26 листопада              | Крістал Пелес               | 1:1     | Квінз Парк Рейнджерс     |
| 28 листопада Перегравання | Квінз Парк Рейнджерс        | 3:0     | Крістал Пелес            |
| 26 листопада              | Саутенд Юнайтед             | 3:0     | Корінтіан                |
| 26 листопада              | Гартлпул Юнайтед            | 2:1     | Аккрінгтон Стенлі        |
| 26 листопада              | Сканторп-енд-Ліндсі Юнайтед | 4:2     | Ланкастер Сіті           |
| 26 листопада              | Галіфакс Таун               | 7:3     | Рочдейл                  |
| 26 листопада              | Челтнем Таун                | 1:1     | Кардіфф Сіті             |
| 30 листопада Перегравання | Кардіфф Сіті                | 1:0     | Челтнем Таун             |
| 26 листопада              | Йовіл-енд-Петтерс Юнайтед   | 2:1     | Брайтон енд Гоув Альбіон |
| 26 листопада              | Ранкорн                     | 3:0     | Веллінгтон Таун          |
| 26 листопада              | Торкі Юнайтед               | 3:1     | Ексетер Сіті             |
| 26 листопада              | Воркінгтон                  | 1:1     | Менсфілд Таун            |
| 30 листопада Перегравання | Менсфілд Таун               | 2:1     | Воркінгтон               |
| 26 листопада              | Волтемстоу Авеню            | 4:1     | Танбрідж Веллс Рейнджерс |
| 26 листопада              | Олдершот                    | 1:1     | Гілфорд Сіті             |
| 30 листопада Перегравання | Гілфорд Сіті                | 3:4     | Олдершот                 |
| 26 листопада              | Горден Ком'юніті Велфар     | 1:1     | Чорлі                    |
| 30 листопада Перегравання | Чорлі                       | 1:2     | Горден Ком'юніті Велфар  |
| 26 листопада              | Норт Шилдс                  | 1:4     | Стокпорт Каунті          |
| 26 листопада              | Челмсфорд Сіті              | 4:0     | Кіддермінстер Гарріерз   |

## Другий раунд
До другого раунду увійшли переможці першого раунду. 
| Дата                   | Господарі                   | Рахунок | Гості                      |
| ---------------------- | --------------------------- | ------- | -------------------------- |
| 10 грудня              | Честер                      | 2:2     | Галл Сіті                  |
| 15 грудня Перегравання | Галл Сіті                   | 0:1     | Честер                     |
| 10 грудня              | Волсолл                     | 4:2     | Клептон Орієнт             |
| 10 грудня              | Фолкстоун                   | 1:1     | Йовіл-енд-Петтерс Юнайтед  |
| 15 грудня Перегравання | Йовіл-енд-Петтерс Юнайтед   | 1:0     | Фолкстоун                  |
| 10 грудня              | Лінкольн Сіті               | 8:1     | Бромлі                     |
| 10 грудня              | Гейнсборо Триніті           | 0:1     | Донкастер Роверз           |
| 10 грудня              | Іпсвіч Таун                 | 4:1     | Торкі Юнайтед              |
| 10 грудня              | Стокпорт Каунті             | 0:0     | Волтемстоу Авеню           |
| 15 грудня Перегравання | Волтемстоу Авеню            | 1:3     | Стокпорт Каунті            |
| 10 грудня              | Бристоль Роверз             | 0:3     | Борнмут енд Боском Атлетік |
| 10 грудня              | Гартлпул Юнайтед            | 0:2     | Квінз Парк Рейнджерс       |
| 10 грудня              | Сканторп-енд-Ліндсі Юнайтед | 1:2     | Вотфорд                    |
| 10 грудня              | Кардіфф Сіті                | 1:0     | Кру Александра             |
| 10 грудня              | Порт Вейл                   | 0:1     | Саутенд Юнайтед            |
| 10 грудня              | Галіфакс Таун               | 1:1     | Менсфілд Таун              |
| 14 грудня Перегравання | Менсфілд Таун               | 3:3     | Галіфакс Таун              |
| 19 грудня Перегравання | Менсфілд Таун               | 0:0     | Галіфакс Таун              |
| 21 грудня Перегравання | Менсфілд Таун               | 1:2     | Галіфакс Таун              |
| 10 грудня              | Саутпорт                    | 2:0     | Свіндон Таун               |
| 10 грудня              | Ранкорн                     | 3:1     | Олдершот                   |
| 10 грудня              | Горден Ком'юніті Велфар     | 2:3     | Ньюпорт Каунті             |
| 10 грудня              | Челмсфорд Сіті              | 3:1     | Дарлінгтон                 |

## Третій раунд
| Дата                  | Господарі                 | Рахунок | Гості                      |
| --------------------- | ------------------------- | ------- | -------------------------- |
| 7 січня               | Бірмінгем Сіті            | 2:0     | Галіфакс Таун              |
| 7 січня               | Блекпул                   | 1:2     | Шеффілд Юнайтед            |
| 7 січня               | Честер                    | 1:0     | Ковентрі Сіті              |
| 7 січня               | Ліверпуль                 | 2:0     | Лутон Таун                 |
| 7 січня               | Лестер Сіті               | 1:1     | Сток Сіті                  |
| 11 січня Перегравання | Сток Сіті                 | 1:2     | Лестер Сіті                |
| 7 січня               | Ноттс Каунті              | 3:1     | Бернлі                     |
| 7 січня               | Блекберн Роверз           | 2:0     | Свонсі Сіті                |
| 7 січня               | Астон Вілла               | 1:1     | Іпсвіч Таун                |
| 11 січня Перегравання | Іпсвіч Таун               | 1:2     | Астон Вілла                |
| 7 січня               | Шеффілд Венсдей           | 1:1     | Йовіл-енд-Петтерс Юнайтед  |
| 12 січня Перегравання | Йовіл-енд-Петтерс Юнайтед | 1:2     | Шеффілд Венсдей            |
| 7 січня               | Грімсбі Таун              | 6:0     | Транмер Роверз             |
| 7 січня               | Вулвергемптон Вондерерз   | 3:1     | Бредфорд Парк-Авеню        |
| 7 січня               | Мідлсбро                  | 0:0     | Болтон Вондерерз           |
| 11 січня Перегравання | Болтон Вондерерз          | 0:0     | Мідлсбро                   |
| 16 січня Перегравання | Болтон Вондерерз          | 0:1     | Мідлсбро                   |
| 7 січня               | Вест-Бромвіч Альбіон      | 0:0     | Манчестер Юнайтед          |
| 11 січня Перегравання | Манчестер Юнайтед         | 1:5     | Вест-Бромвіч Альбіон       |
| 7 січня               | Сандерленд                | 3:0     | Плімут Аргайл              |
| 7 січня               | Дербі Каунті              | 0:1     | Евертон                    |
| 7 січня               | Тоттенгем Готспур         | 7:1     | Вотфорд                    |
| 7 січня               | Квінз Парк Рейнджерс      | 1:2     | Вест Гем Юнайтед           |
| 7 січня               | Фулгем                    | 6:0     | Бері                       |
| 7 січня               | Барнслі                   | 1:2     | Стокпорт Каунті            |
| 7 січня               | Брентфорд                 | 0:2     | Ньюкасл Юнайтед            |
| 7 січня               | Портсмут                  | 4:0     | Лінкольн Сіті              |
| 7 січня               | Норвіч Сіті               | 0:5     | Манчестер Сіті             |
| 7 січня               | Челсі                     | 2:1     | Арсенал                    |
| 7 січня               | Кардіфф Сіті              | 1:0     | Чарльтон Атлетік           |
| 7 січня               | Ньюпорт Каунті            | 0:2     | Волсолл                    |
| 7 січня               | Ранкорн                   | 2:4     | Престон Норт-Енд           |
| 7 січня               | Челмсфорд Сіті            | 4:1     | Саутгемптон                |
| 10 січня              | Саутпорт                  | 1:1     | Донкастер Роверз           |
| 12 січня Перегравання | Донкастер Роверз          | 2:1     | Саутпорт                   |
| 11 січня              | Честерфілд                | 1:1     | Саутенд Юнайтед            |
| 16 січня Перегравання | Саутенд Юнайтед           | 4:3     | Честерфілд                 |
| 11 січня              | Гаддерсфілд Таун          | 0:0     | Ноттінгем Форест           |
| 16 січня Перегравання | Ноттінгем Форест          | 0:3     | Гаддерсфілд Таун           |
| 11 січня              | Лідс Юнайтед              | 3:1     | Борнмут енд Боском Атлетік |
| 11 січня              | Йорк Сіті                 | 0:5     | Міллволл                   |

## Четвертий раунд
У цьому раунді зіграли переможці попереднього етапу.
| Дата                  | Господарі               | Рахунок | Гості                |
| --------------------- | ----------------------- | ------- | -------------------- |
| 21 січня              | Бірмінгем Сіті          | 6:0     | Челмсфорд Сіті       |
| 21 січня              | Ліверпуль               | 5:1     | Стокпорт Каунті      |
| 21 січня              | Престон Норт-Енд        | 2:0     | Астон Вілла          |
| 21 січня              | Ноттс Каунті            | 0:0     | Волсолл              |
| 26 січня Перегравання | Волсолл                 | 4:0     | Ноттс Каунті         |
| 21 січня              | Блекберн Роверз         | 4:2     | Саутенд Юнайтед      |
| 21 січня              | Шеффілд Венсдей         | 1:1     | Честер               |
| 25 січня Перегравання | Честер                  | 1:1     | Шеффілд Венсдей      |
| 30 січня Перегравання | Шеффілд Венсдей         | 2:0     | Честер               |
| 21 січня              | Вулвергемптон Вондерерз | 5:1     | Лестер Сіті          |
| 21 січня              | Мідлсбро                | 0:2     | Сандерленд           |
| 21 січня              | Евертон                 | 8:0     | Донкастер Роверз     |
| 21 січня              | Шеффілд Юнайтед         | 2:0     | Манчестер Сіті       |
| 21 січня              | Портсмут                | 2:0     | Вест-Бромвіч Альбіон |
| 21 січня              | Вест Гем Юнайтед        | 3:3     | Тоттенгем Готспур    |
| 30 січня Перегравання | Тоттенгем Готспур       | 1:1     | Вест Гем Юнайтед     |
| 2 лютого Перегравання | Вест Гем Юнайтед        | 2:1     | Тоттенгем Готспур    |
| 21 січня              | Міллволл                | 2:2     | Грімсбі Таун         |
| 24 січня Перегравання | Грімсбі Таун            | 3:2     | Міллволл             |
| 21 січня              | Челсі                   | 3:0     | Фулгем               |
| 21 січня              | Кардіфф Сіті            | 0:0     | Ньюкасл Юнайтед      |
| 25 січня Перегравання | Ньюкасл Юнайтед         | 4:1     | Кардіфф Сіті         |
| 21 січня              | Лідс Юнайтед            | 2:4     | Гаддерсфілд Таун     |

## П'ятий раунд
На цьому етапі зіграли переможці попереднього раунду.
| Дата                   | Господарі               | Рахунок | Гості            |
| ---------------------- | ----------------------- | ------- | ---------------- |
| 11 лютого              | Бірмінгем Сіті          | 2:2     | Евертон          |
| 16 лютого Перегравання | Евертон                 | 4:0     | Бірмінгем Сіті   |
| 11 лютого              | Вулвергемптон Вондерерз | 4:1     | Ліверпуль        |
| 11 лютого              | Сандерленд              | 1:1     | Блекберн Роверз  |
| 16 лютого Перегравання | Блекберн Роверз         | 0:0     | Сандерленд       |
| 20 лютого Перегравання | Блекберн Роверз         | 1:0     | Сандерленд       |
| 11 лютого              | Шеффілд Юнайтед         | 0:0     | Грімсбі Таун     |
| 14 лютого Перегравання | Грімсбі Таун            | 1:0     | Шеффілд Юнайтед  |
| 11 лютого              | Ньюкасл Юнайтед         | 1:2     | Престон Норт-Енд |
| 11 лютого              | Портсмут                | 2:0     | Вест Гем Юнайтед |
| 11 лютого              | Челсі                   | 1:1     | Шеффілд Венсдей  |
| 13 лютого Перегравання | Шеффілд Венсдей         | 0:0     | Челсі            |
| 20 лютого Перегравання | Челсі                   | 3:1     | Шеффілд Венсдей  |
| 11 лютого              | Гаддерсфілд Таун        | 3:0     | Волсолл          |

## Шостий раунд
На цьому етапі зіграли переможці попереднього раунду.
| Дата                   | Господарі               | Рахунок | Гості            |
| ---------------------- | ----------------------- | ------- | ---------------- |
| 4 березня              | Вулвергемптон Вондерерз | 2:0     | Евертон          |
| 4 березня              | Гаддерсфілд Таун        | 1:1     | Блекберн Роверз  |
| 9 березня Перегравання | Блекберн Роверз         | 1:2     | Гаддерсфілд Таун |
| 4 березня              | Челсі                   | 0:1     | Грімсбі Таун     |
| 4 березня              | Портсмут                | 1:0     | Престон Норт-Енд |

## Півфінали
У півфіналах зіграли команди, що перемогли на попередньому етапі.
| Дата       | Господарі               | Рахунок | Гості            |
| ---------- | ----------------------- | ------- | ---------------- |
| 25 березня | Вулвергемптон Вондерерз | 5:0     | Грімсбі Таун     |
| 25 березня | Портсмут                | 2:1     | Гаддерсфілд Таун |

## Фінал
| 29 квітня 1939 |

| Портсмут                                | 4:1      | Вулвергемптон Вондерерз |
| --------------------------------------- | -------- | ----------------------- |
| Барлоу 29' Андерсон 43' Паркер 46', 71' | Протокол | Дорсетт 54'             |

| Вемблі, Лондон Глядачів: 99 370 Арбітр: Т.Томпсон |